# Dimitri Jourde
Dimitri Jourde, né à Paris le 27 octobre 1975, est un danseur et chorégraphe français de danse contemporaine.

## Biographie
Après avoir été initié aux arts circassiens dès l'âge de neuf ans auprès d'Annie Fratellini, et avoir étudié au Centre national des arts du cirque dont il sort diplômé en 1998, Dimitri Jourde évolue vers la danse contemporaine. Il a travaillé avec des chorégraphes tels que Guy Alloucherie, le Cirque Désaccordé, Kubilai Khan Investigations (1999-2005), François Verret (pour Chantier-Musil en 2003), Sidi Larbi Cherkaoui (pour Apocrifu en 2007,) et Jo Strømgren. Après le succès de ...It’s Only a Rehearsal en 2003, il travaille avec Ina Christel Johannessen et Zero Visibility Corp,,,,.
Par ailleurs, il a joué un acrobate dans Astérix et Obélix contre César.

## Spectacles

### Danseur
- 2012 : Hans was Heiri, Zimmermann & de Perrot
- 2011 : Xebeche de Dimitri Jourde
- 2009 : Impromptu
- 2009 : It Was November d'Ina Christel Johannessen
- 2009 : The Neighbour, court métrage
- 2008 : Interconnexions
- 2007 : Apocrifu de Sidi Larbi Cherkaoui
- 2006 : I Have a Secret to Tell You (Please) Leave with Me d'Ina Christel Johannessen
- 2006 : Gyrations of Barbarous Tribes
- 2006 : Sans retour de François Verret
- 2003 : Chantier-Musil d'après Robert Musil, chorégraphie de François Verret
- 2003 : ...It's Only a Rehearsal d'après Ovide d'Ina Christel Johannessen
- 2001 : Poko
- 1999 : S.O.Y.

### Chorégraphe
- 2011 : Xebeche
- 2009 : Impromptu
- 2001 : Les Oiseaux - Le bord du monde de François Cervantès en collaboration avec François Cervantès
- 2001 : Poko